# Псалом 40

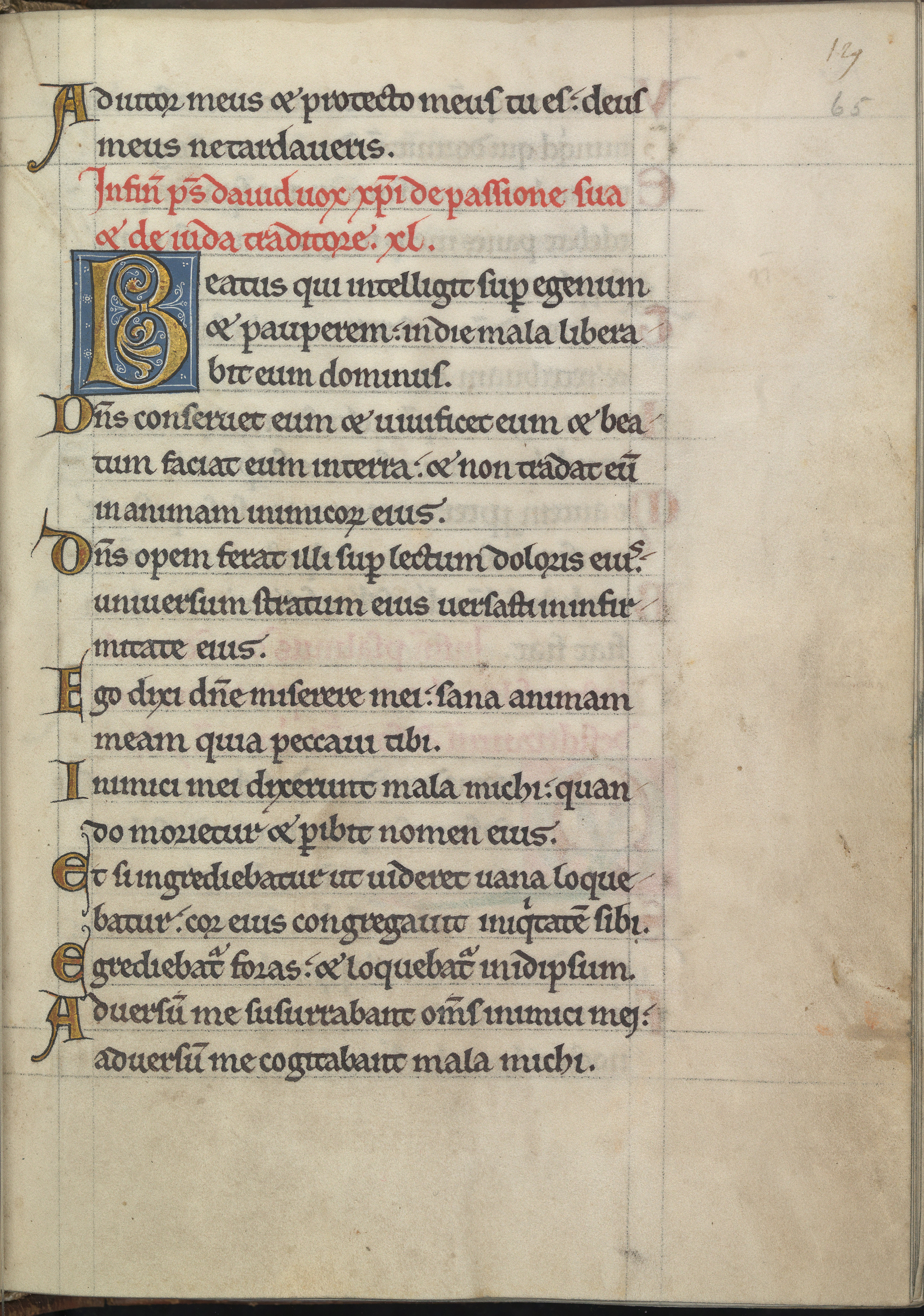
40-й псалом на листе из Псалтири Алиеоноры Аквитанской

Сороково́й псало́м — 40-й псалом из книги Псалтирь (41-й в масоретской нумерации). Известен по латинскому инципиту Beatus qui intelligit, Блаженъ разумѣваяй. Псалом завершает первую (псалмы 1—40) из пяти книг, в целом составляющих Псалтирь. Каждая из таких книг заканчивается славословием, которое служит также заключительным славословием всего собрания псалмов, в 40-м псалме — это 14-й стих. Первоначально псалмы 1—2 не входили в первую книгу Псалтири (псалмы 3—40), а были добавлены значительно позднее.
Это произведение представляет собой личную молитву страдающего праведника, несправедливо обвинённого и просящего Бога об избавлении от бед. Здесь сопоставляется представление о благословении тех, кто помогает бедным с реальностью, действительно ли сострадательные люди получают особую милость Божью.
С христианской точки зрения 40-й псалом содержит прообразовательный мессианский фрагмент «даже человек мирный со мною, на которого я полагался, который ел хлеб мой, поднял на меня пяту» (Пс. 40:10). Фрагмент этого отрывка в Новом Завете (Ин. 13:18) цитирует Иисус Христос, подразумевая предательство Иуды Искариота.

## Контекст
Автором является Давид. Многие библеисты относят этот псалом ко времени восстания против Давида его сына Авессалома. А в упомянутом 10-м стихе псалма «мирном человеке», «поднявшем пяту» на Давида видят предателя Ахитофела. Раввинистическое толкование псалма также соотносят эти события с заговором Авессалома при участии Ахитофела.

## Содержание

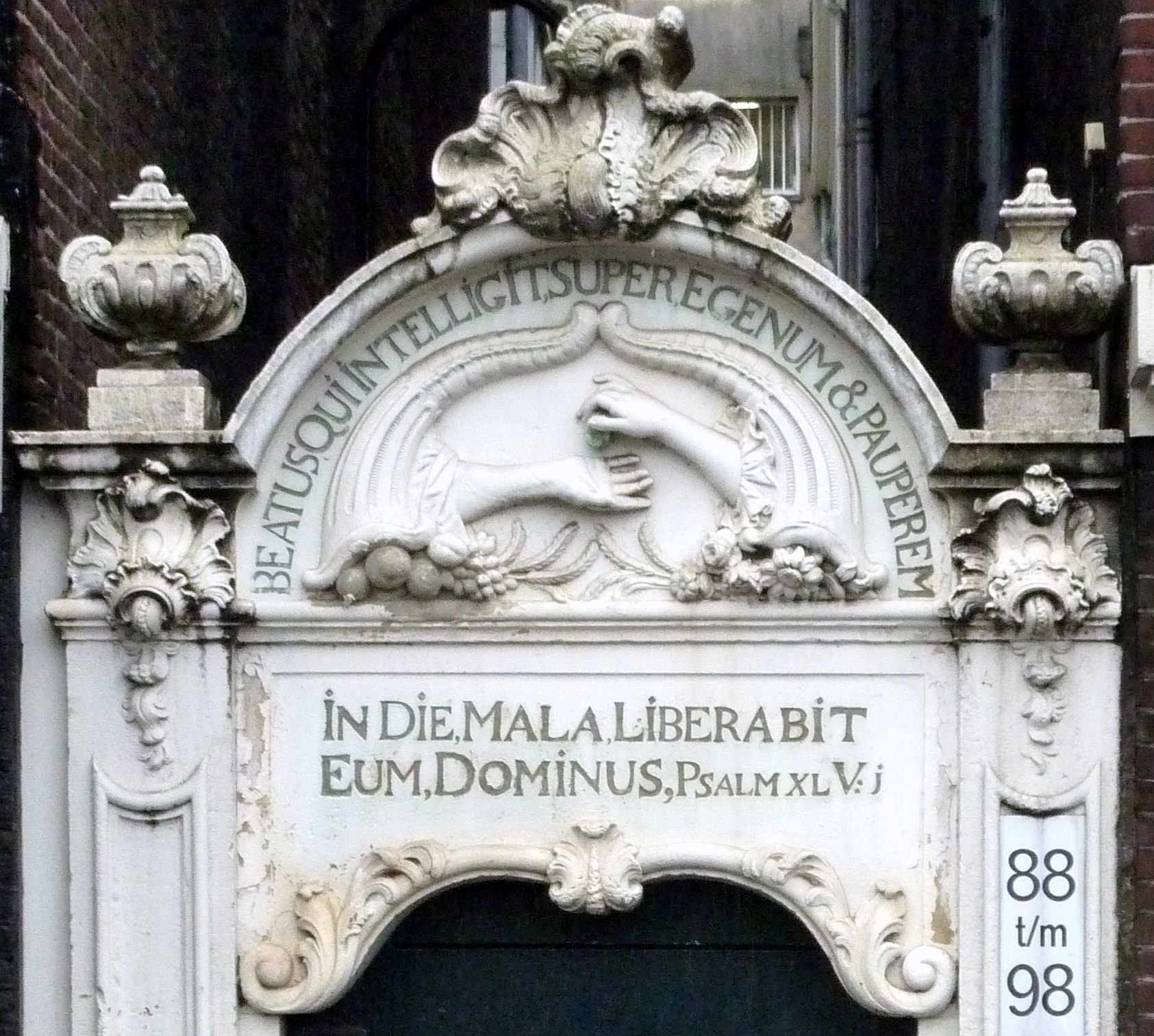
Надпись на латыни

Первая часть псалма содержит размышления о необходимости сострадательного отношения к бедным, и нуждающимся в помощи. С 5-го стиха псалмопевец обращается к мыслям о собственных врагах и предателях, жаждущих его смерти. Псалом завершается молитвой Богу о сохранности автора и воздаянии его врагам.

### Стихи 2—4
Существует предположение, что во 2-м стихе Давид ведёт речь о себе, однако говорит он в третьем лице, что свидетельствует о его смирении перед Господом. Давид рассуждает о том, как блажен тот человек, который заботится о бедных. К таким людям в день бедствия на помощь придёт Сам Господь. Бог не оставит без внимания доброго и чуткого человека даже на одре болезни. И само «ложе страдания» Бог обратит в «ложе выздоровления» (так следует понимать окончание 4-го стиха).

### Стихи 5—10
Давид помогал бедным, но оказавшись в нужде, он не получил обещанной помощи от Господа. Тем не менее, Давид взывает к Господу не о справедливости, а о милости «Господи! помилуй меня».
Не в первый раз в псалмах Давид выражает раскаяние в своём грехе и просит Бога об исцелении его души. Упоминание о душе в 5-м стихе подчёркивает, что наряду с физическим исцелением, псалмопевец нуждается и в обретении душевного покоя, поскольку совершенный грех тяготил его.
Далее Давид жалуется на своих недругов, ожидающих его смерти (стих 6) и на лицемерие тех, кто навещает его, но тем не менее верит клевете и распространяет ложь о нём. Слово «велиал» здесь употреблено в значении «зло», «смерть». В 2Кор. 6:15 апостол Павел обозначает этим именем сатану. По мнению врагов Давида, его болезнь свидетельствовала, что Бог передал его во власть велиала.
Под «мирным человеком», «поднявшим пяту» в 10-м стихе библеисты, как правило, понимают Ахитофела. Он был приближенным советником и, вероятно, родственником Давида. 
Во время восстания Авессалома, Ахитофел перешёл на его сторону. Он дал два совета Авессалому, оба из которых были верными. Первый совет (войти к наложницам отца, тем самым отрезав себе пути к отступлению 2Цар. 16:21) узурпатор выполнил, в вторым пренебрёг. Ахитофел предлагал немедля нагнать Давида и убить его (2Цар. 17:1—3), однако Хусий, запугав царского сына, предложил сперва собрать как можно больше сил. Это позволило Давиду и его немногочисленным спутникам скрыться. Узнав об этом, Ахитофел вернулся в родной дом и удавился.
Предательство Ахитофела представлено в псалме представлено как поступок друга, который «ел хлеб», то есть был удостоен близкого личного общения, но пренебрёг этой частью, ударив ногой, лягнув. Некоторые комментаторы считают, что псалом 40 написан по одному и тому же поводу (восстанию Авессалома и предательству Ахитофела), что и 54-й псалом. В этом случае оценка поступку Ахитофелу в 54-м псалме (54:22 и 54:24) представляется более рельефной.
Слова Давида об Ахитофеле позднее цитировал Иисус Христос в отношении Иуды Искариота. Подробнее о значении этой цитаты Иисуса см. в разделе «В Новом Завете».

### Стихи 11—12
Давид молит Бога о своём исцелении и о воздаянии своим недругам. Несмотря на слова «я воздам им» в 11-м стихе, в целом в псалме ясно выражена мысль, что возмездие отдано Господу. Для Давида такой ход дел станет знаком благоволения Господня.

### Стихи 13—14
Давид обращает к Господу с прошением о своём сохранении и возможности своего пребывания пред лицом Господним на веки. Некоторые богословы склонным понимать слова «на веки» буквально, как вечное пребывание Давида вблизи Бога. Псалом (а вместе с ним и вся 1-я книга Псалтири) завершается славословием в адрес Господа.

## В Новом Завете

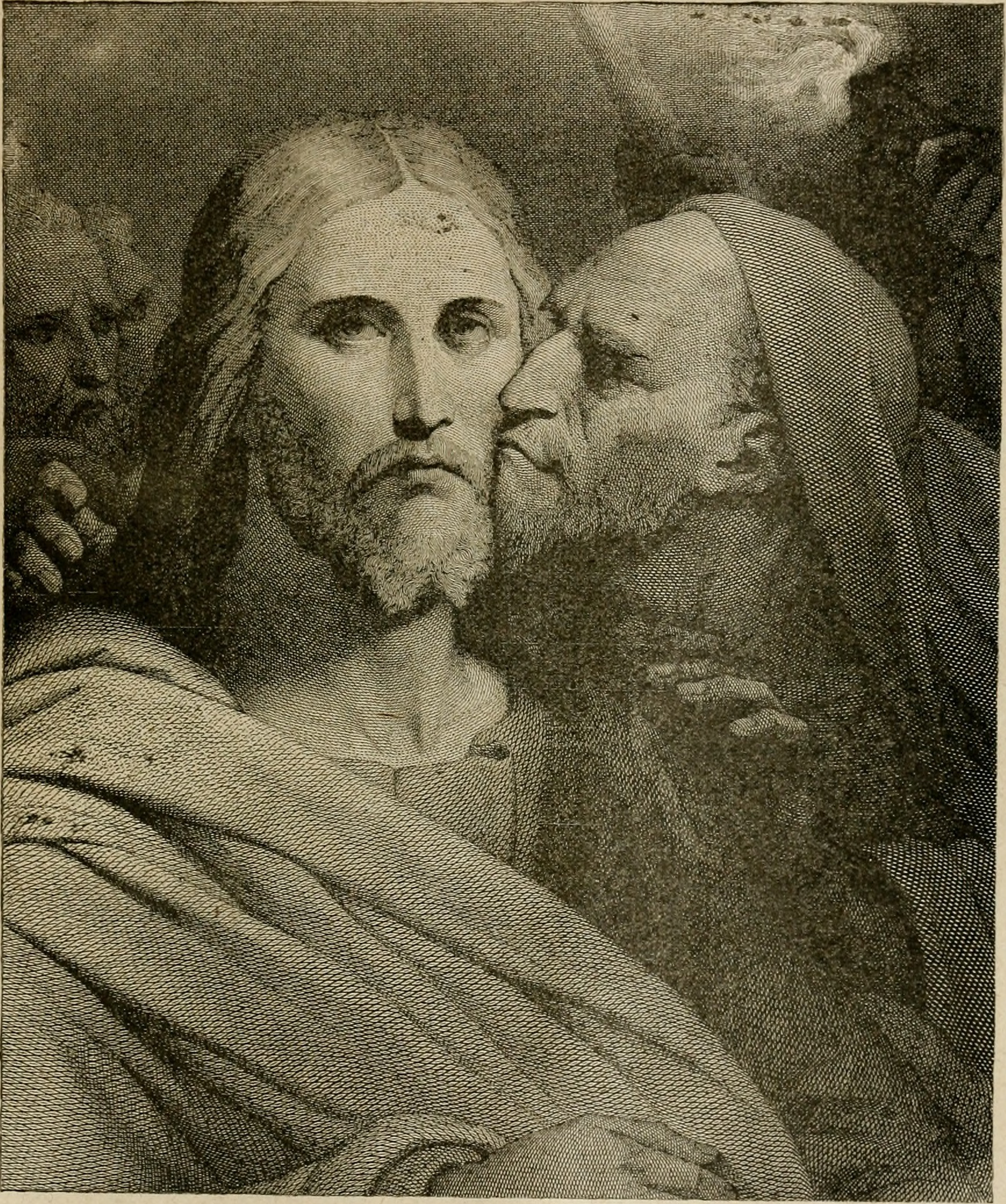
Поцелуй Иуды. «Ядущий со Мною хлеб поднял на Меня пяту свою»

«Даже человек мирный со мною, на которого я полагался, который ел хлеб мой, поднял на меня пяту» (Пс. 40:10) ⇒ «Но да сбудется Писание: ядущий со Мною хлеб поднял на Меня пяту свою» (Ин. 13:18).
В 13-й главе Евангелия от Иоанна речь идет об очищении общины учеников, как ритуальном (омовении ног в Ин. 13:1—17), так и метафорическом (уход предателя в Ин. 13:18—30). Для читающего Евангелие факт предательства Иуды не был новостью, в предшествующих главах его роль уже была обозначена. Примечательно, что Иисус, цитируя псалом, не использовал слова «на которого я полагался», поскольку знал, что у Иуды нет спасительной веры (Ин. 6:70, 71).
Хотя ученики подумали, что Иисус отправил Иуду с каким-то безобидным поручением (Ин. 13:27—29), однако Сам Иисус знал, что отпускает его для совершения предательства. Бесславный конец Иуды после предательства напоминает гибель Ахитофела, который также убил себя путём повешения.
Между тем в 13-й главе Евангелия от Иоанна акцент сделан на то, что Иисусу заранее было известно о будущем предательстве. В иудаизме слова «ядущий со Мной хлеб» свидетельствовали о близкой дружбе, а «поднял на Меня пяту» обозначало коварное предательство. Оказалось, что враг у Иисуса был даже в самом близком окружение, а когда Его схватят, то Он останется и вовсе один, и только Отец пребудет с Ним (Ин. 16:32).
Использование цитаты из псалма отражает мессианское самоосознание Иисуса, исполнение Им роли Страдающего Мессии (см. раздел «Пророчества псалмопевцев о Мессии» в статье «Мессианские псалмы»). Цитируя псалом, Иисус показывал, что в предательстве Иуды должно сбыться древнее пророчество. Таким образом Иисус предстаёт не беспомощной жертвой вероломного предательства, но Мессией, посланным Богом-Отцом для выполнения Божьего замысла и идущим навстречу крестной смерти спокойно и без страха.

## Богослужебное использование
Православие
40-й псалом поют во время Великого поста, в праздники Богоявления и Благовещения. Отдельные стихи псалма поют по разным случаям.
40:2, 5 поют в чинопоследование над усопшим неправославным.
40:5 «я сказал: Господи! помилуй меня, исцели душу мою, ибо согрешил я пред Тобою» поют над болеющим, при погребении священника.
Католицизм
По уставу святого Бенедикта, псалом пели на утрени в понедельник.

## Комментарии
1. ↑  Слово «блажен» имеет здесь гораздо более широкое значение, чем просто «счастлив», хотя и может включать в себя понятие «счастья». Блаженный — это тот, кто получает от Бога особую милость и благодать[3].
2. ↑  Бедный — это не только тот, кому не хватает средств к существованию, но и просто человек, попавший в сложную ситуацию. Примером сострадательного отношения к таким людям может служить отношение Давида к египтянину в 1Цар. 30:13[6].

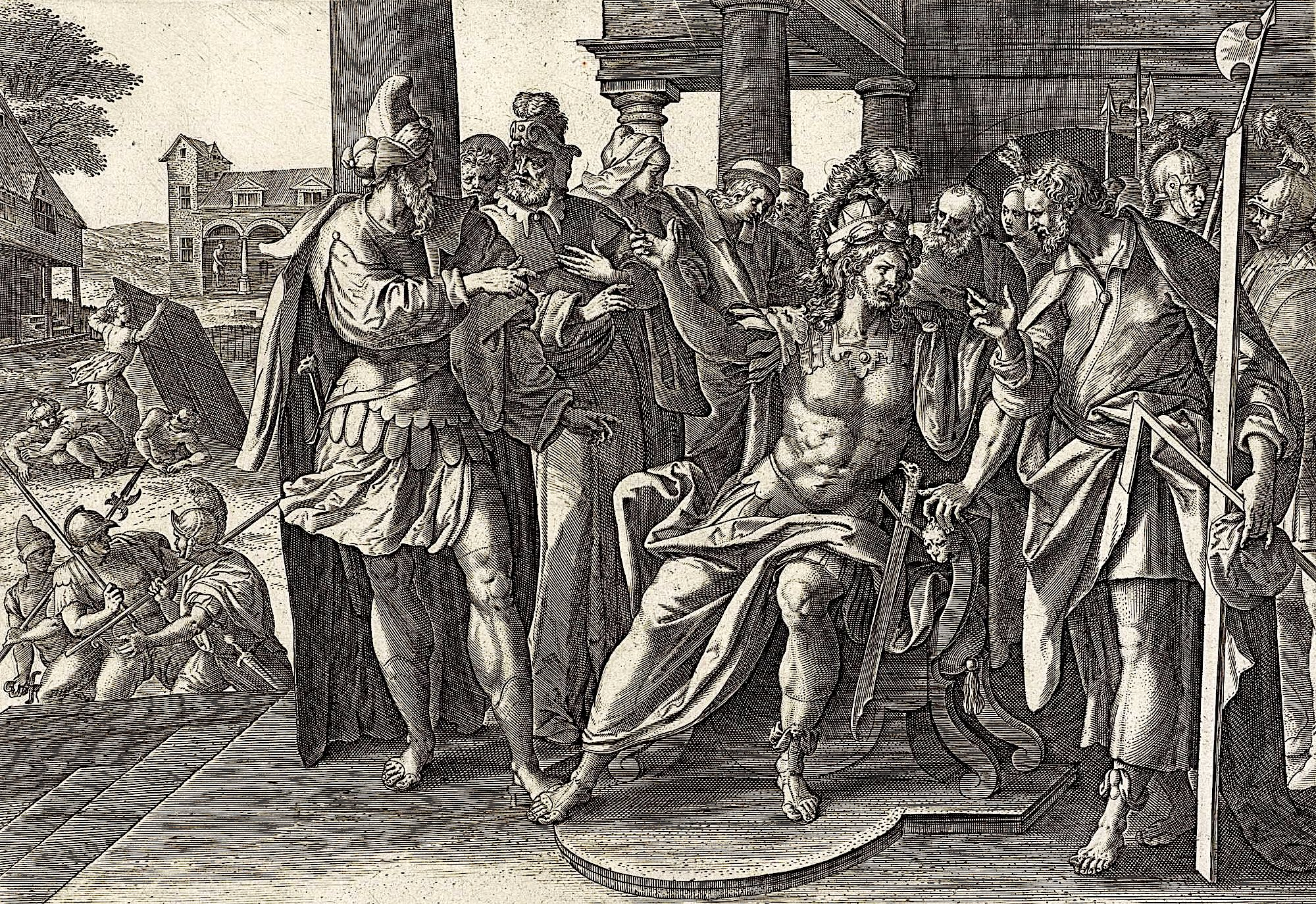
Хусий и Ахитофел дают советы Авессалому

3. ↑  «Мирный человек» — смысловое значение — близкий друг. Буквально «человек мира моего»[5].
4. ↑  Древнееврейское слово עָקֵב‬ («пята») родственно корню («интрига»), из которого выведено имя Иаков[5].
5. ↑  Вывод о об их вероятной родственной связи сделан на основании сопоставления стихов 2Цар. 11:3 и 2Цар. 23:34. Ахитофел будучи отцом Елиама (который в 2Цар. 23:24 назван «сильным царя Давида»), вероятно, являлся дедом Вирсавии, и, таким образом, приходился родственником Давиду[16].